# نيل جونسون
نيل جونسون (بالإنجليزية: Neil Johnson)‏ (3 ديسمبر 1946 المملكة المتحدة - ) هو لاعب كرة قدم بريطاني.

## مسيرته

### مسيرته مع الأندية
- 1965 - 1971 لعب مع توتنهام هوتسبير 34 مباراة سجل خلالها 5 أهداف.
- 1970 - 1971 لعب مع تشارلتون أثلتيك مباراة.
- 1971 - 1972 لعب مع نادي توركي يونايتد 6 مباريات سجل خلالها هدف.